# Jean d'Armagnac (évêque)
Pour les articles homonymes, voir Jean d'Armagnac.
Jean d'Armagnac, mort le 8 octobre 1408, est un évêque puis archevêque français. On le nomme également Jean III d'Armagnac car il fut le troisième Jean élu évêque de Mende. Par ailleurs, en accédant à cet évêché, il devient comte du Gévaudan. Il est fait cardinal par le pape Benoît XIII.

## Biographie
Né vers 1370, Jean est le fils bâtard de Jean II d'Armagnac, comte d'Armagnac, de Fezensac, de Rodez et de Charolais. Il est donc le demi-frère de Jean III et du connétable Bernard VII. Bachelier es lois, il est nommé le 22 avril 1387, par Clément VII évêque de Mende. Il n'arrive cependant dans la ville qu'en 1389.
Il est transféré le 17 octobre 1390 à l'archevêché d'Auch par le pape Clément VII. Le 26 février 1407, il est nommé archevêque de Rouen par le pape Benoît XIII, mais il se voit opposé un refus du chapitre et du pouvoir royal. Le 22 septembre 1408 il est créé cardinal.
À Mende, c'est sous son épiscopat que son demi-frère, Jean III, ainsi que le baron Garin d'Apchier, sénéchal du Rouergue, se chargent d'évacuer les Anglais du Gévaudan et du Rouergue. Le 16 octobre 1390, les Armagnac se réunissent à Mende, après que Béatrix d'Armagnac, la femme de Charles Visconti, a été chassée de Milan par Jean Galéas Visconti. C'est lors de cette réunion que les Armagnac décident de l'expédition punitive contre les Visconti qui coûtera la vie au comte Jean III et à Garin d'Apchier.
Il subsiste quelques traces de son administration de la province ecclésiastique d'Auch, alors divisée en obédiences avignonnaise et romaine. C'est cependant sur le plan diplomatique qu'il s'est davantage illustré. Il est l'un des opposants à la politique de Simon de Cramaud visant à soustraire l'obédience à Benoît XIII, lors de l'assemblée du clergé de Paris en 1398 : il appelle au contraire le roi de France à scrupuleusement respecter le droit de l’Église et participer à un concile d'obédience. Le vote lui donne tort, mais Jean d'Armagnac n'en continue pas moins de représenter tantôt les intérêts du roi de France, Charles VI, tantôt ceux de Benoît XIII, dix années durant. Il a résolument glissé dans le camp de Benoît XIII lorsque, promu cardinal puis décédé, l'Université de Paris le porte, le 20 octobre 1408, sur la liste, adressée au roi, des suspects à destituer.

## Armes
| Blason de Jean III d'Armagnac | écartelé au 1 et 4, au lion, qui est d’Armagnac, et au 2 et 3, au lion léopardé, qui est de Rodez. Ces armes sont celle mises sur son gisant. D'après Philippe Maurice : « Les deux traits en croix qui devraient marquer l’écartelure sont absents, de plus, les comtes de Rodez portent normalement De gueules au lion léopardé d’or, à la bordure ondée du même, or, cette bordure ondée est absente. Enfin, les émaux ne sont pas représentés (les comtes d’Armagnac portent D’argent au lion de Gueules). Nulle marque évidente de bâtardise n’est représentée, excepté ces différences ». |

### Sources et références
1. 1 2 3  Fasti Ecclesiæ Gallicanæ, volume 8, le diocèse de Mende, Philippe Maurice, Brepols Publishers, Turnhout, 2004,  (ISBN 978-2-503-52159-6), p.49
2. ↑  Vincent Tabbagh (préf. Hélène Millet), Fasti Ecclesiæ Gallicanæ 2 Diocèse de Rouen : Répertoire prosopographique des évêques, dignitaires et chanoines des diocèses de France de 1200 à 1500, Turnhout, Brepols, 1998, 447 p. (ISBN 2-503-50638-0), p. 116-117
3. ↑  Hugues Labarthe, Un espace-frontière au défi d'une crise internationale : (Grand Schisme d'Occident - Gascogne, 1370-1430), 2009thèse en cours de publication